# 恩貢山
1°24′S 36°38′E / 1.400°S 36.633°E

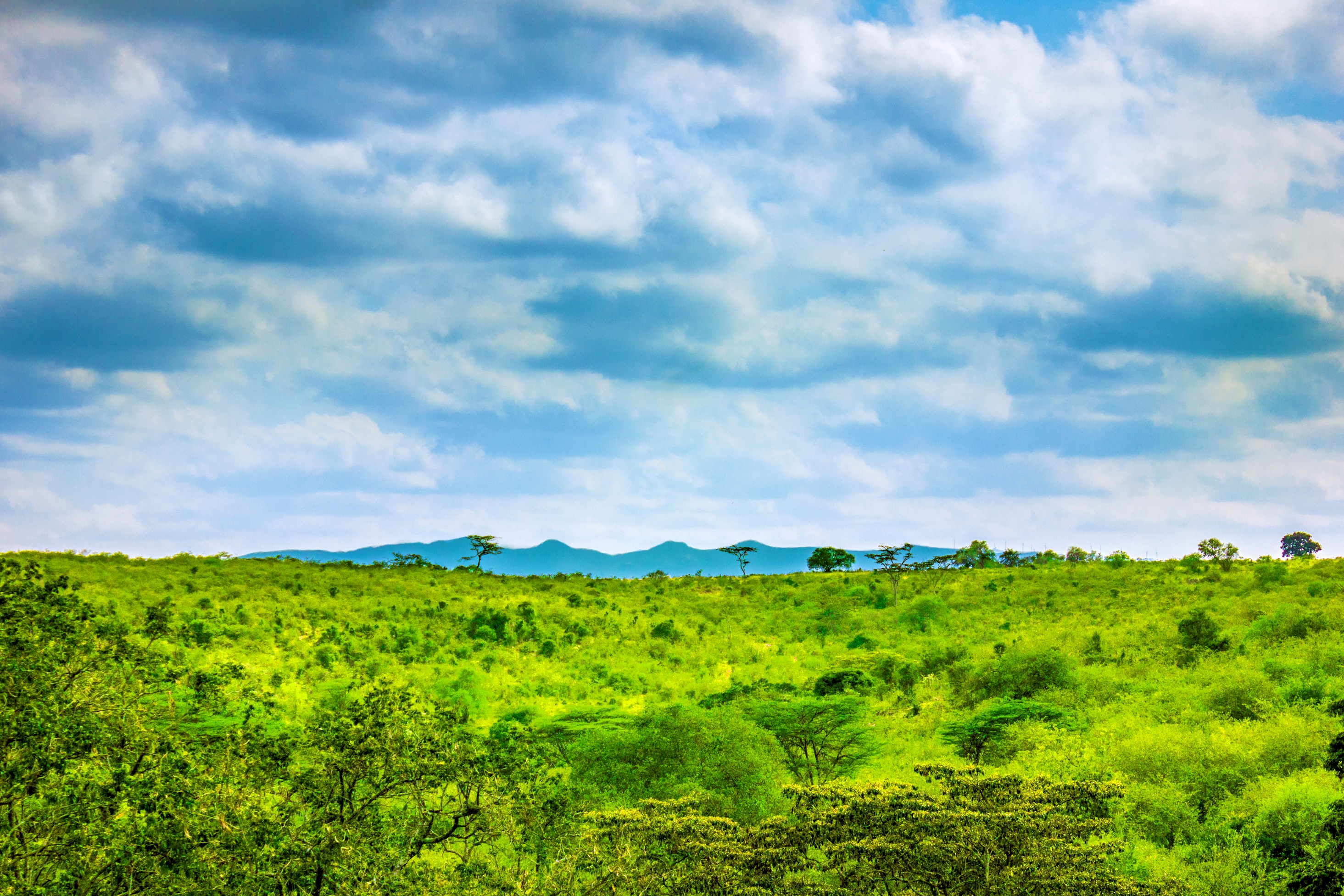

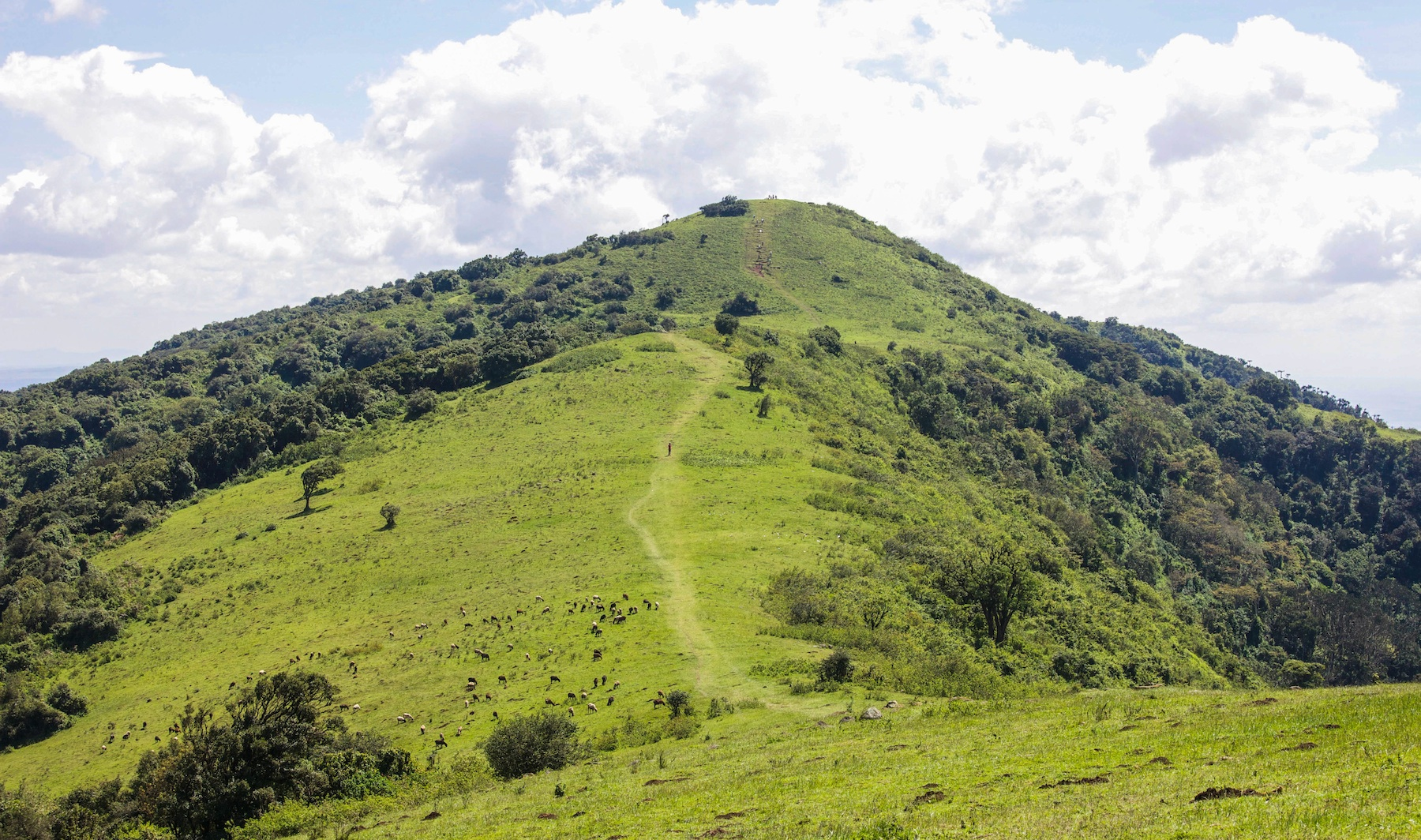

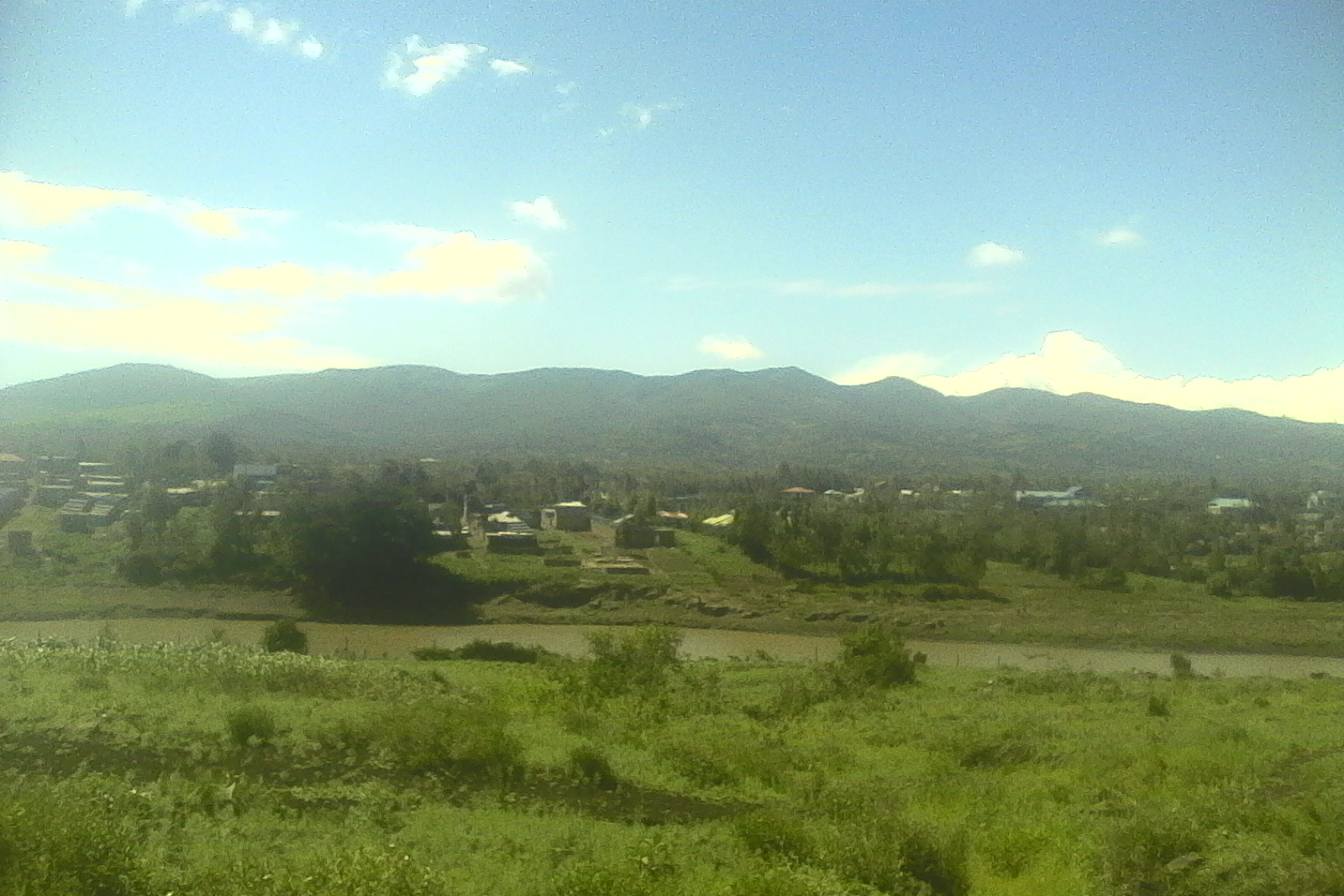

恩貢山（英語：Ngong Hills）是肯尼亞的山脈，位於該國西南部卡耶亞多郡，處於該國首都奈洛比西南部24公里，最高點海拔高度2,365米，每年平均降雨量929毫米。

## 外部連結
- 维基共享资源上的相關多媒體資源：恩貢山